# Stagnicola
Stagnicola é um género de gastrópode  da família Lymnaeidae.
Este género contém as seguintes espécies:
- Stagnicola arctica (Lea, 1864)
- Stagnicola bonnevillensis Call, 1884
- Stagnicola catascopium (Say, 1816)
- Stagnicola corvus (Gmelin, 1791)
- Stagnicola fuscus (Pfeiffer, 1821)
- Stagnicola utahensis Call, 1884
- Stagnicola palustris (O. F. Müller, 1774)
- Catascopia occulta (Jackiewicz, 1959)